# Бендон (Орегон)
Бендон (англ. Bandon) — місто (англ. city) в США, в окрузі Кус штату Орегон. Населення — 3321 особа (2020).

## Географія
Бендон розташований за координатами 43°6′53″ пн. ш. 124°24′56″ зх. д. / 43.11472° пн. ш. 124.41556° зх. д. (43.114690, -124.415520).  За даними Бюро перепису населення США в 2010 році місто мало площу 8,16 км², з яких 7,19 км² — суходіл та 0,97 км² — водойми.

### Клімат
| Клімат : Бендон         | Клімат : Бендон | Клімат : Бендон | Клімат : Бендон | Клімат : Бендон | Клімат : Бендон | Клімат : Бендон | Клімат : Бендон | Клімат : Бендон | Клімат : Бендон | Клімат : Бендон | Клімат : Бендон | Клімат : Бендон | Клімат : Бендон |
| Показник                | Січ.            | Лют.            | Бер.            | Квіт.           | Трав.           | Черв.           | Лип.            | Серп.           | Вер.            | Жовт.           | Лист.           | Груд.           | Рік             |
| Абсолютний максимум, °C | 23,9            | 26,1            | 26,1            | 31,7            | 32,2            | 33,9            | 29,4            | 32,2            | 37,8            | 36,1            | 26,1            | 25,0            | 37,8            |
| Середній максимум, °C   | 12,8            | 13,3            | 13,9            | 14,4            | 16,7            | 18,3            | 20,0            | 20,0            | 19,4            | 17,8            | 14,4            | 12,2            | 16,1            |
| Середній мінімум, °C    | 3,9             | 3,9             | 5,0             | 5,6             | 7,2             | 9,4             | 11,1            | 10,6            | 9,4             | 7,2             | 5,6             | 3,9             | 6,9             |
| Абсолютний мінімум, °C  | −9,4            | −10             | −3,3            | −2,8            | −1,1            | 0,6             | 2,8             | 1,7             | −2,8            | −2,8            | −6,1            | −13,3           | −13,3           |
| Норма опадів, мм        | 240             | 184             | 178             | 115             | 82              | 45              | 10              | 15              | 34              | 101             | 226             | 262             | 1491            |
| ----------------------- | --------------- | --------------- | --------------- | --------------- | --------------- | --------------- | --------------- | --------------- | --------------- | --------------- | --------------- | --------------- | --------------- |
| Джерело:                |                 |                 |                 |                 |                 |                 |                 |                 |                 |                 |                 |                 |                 |

## Демографія
Згідно з переписом 2010 року, у місті мешкало 3066 осіб у 1466 домогосподарствах у складі 762 родин. Густота населення становила 376 осіб/км².  Було 1860 помешкань (228/км²).
Расовий склад населення:
| - 92,6 % — білих - 1,4 % — корінних американців - 0,8 % — азіатів - 0,4 % — чорних або афроамериканців - 0,1 % — вихідців з тихоокеанських островів - 1,4 % — осіб інших рас |

До двох чи більше рас належало 3,4 %. Частка іспаномовних становила 5,5 % від усіх жителів.
За віковим діапазоном населення розподілялося таким чином: 15,3 % — особи молодші 18 років, 54,7 % — особи у віці 18—64 років, 30,0 % — особи у віці 65 років та старші. Медіана віку мешканця становила 53,4 року. На 100 осіб жіночої статі у місті припадало 86,4 чоловіків;  на 100 жінок у віці від 18 років та старших — 84,1 чоловіків також старших 18 років.
Середній дохід на одне домашнє господарство  становив 41 754 долари США (медіана — 29 668), а середній дохід на одну сім'ю — 55 477 доларів (медіана — 43 315). Медіана доходів становила 24 462 долари для чоловіків та 23 690 доларів для жінок. За межею бідності перебувало 21,7 % осіб, у тому числі 46,4 % дітей у віці до 18 років та 21,1 % осіб у віці 65 років та старших.
Цивільне працевлаштоване населення становило 1353 особи. Основні галузі зайнятості: роздрібна торгівля — 22,1 %, освіта, охорона здоров'я та соціальна допомога — 19,7 %, мистецтво, розваги та відпочинок — 14,0 %, транспорт — 12,0 %.